# لورين س. بال
لورين س. بال (بالإنجليزية: Loren C. Ball)‏ هو عالم فلك أمريكي، ولد في 1948.